# Sorbus subochracea
Sorbus subochracea är en rosväxtart som beskrevs av Yu och Lu. Sorbus subochracea ingår i släktet oxlar, och familjen rosväxter. Inga underarter finns listade i Catalogue of Life.